# Ma Zhiyuan
Ma Zhiyuan, oppure Ma Chih-yüan (馬致遠T, nome cinese di cortesia Dongli 東籬; Pechino, circa 1250 – 1321), è stato un poeta e drammaturgo cinese.

## Biografia

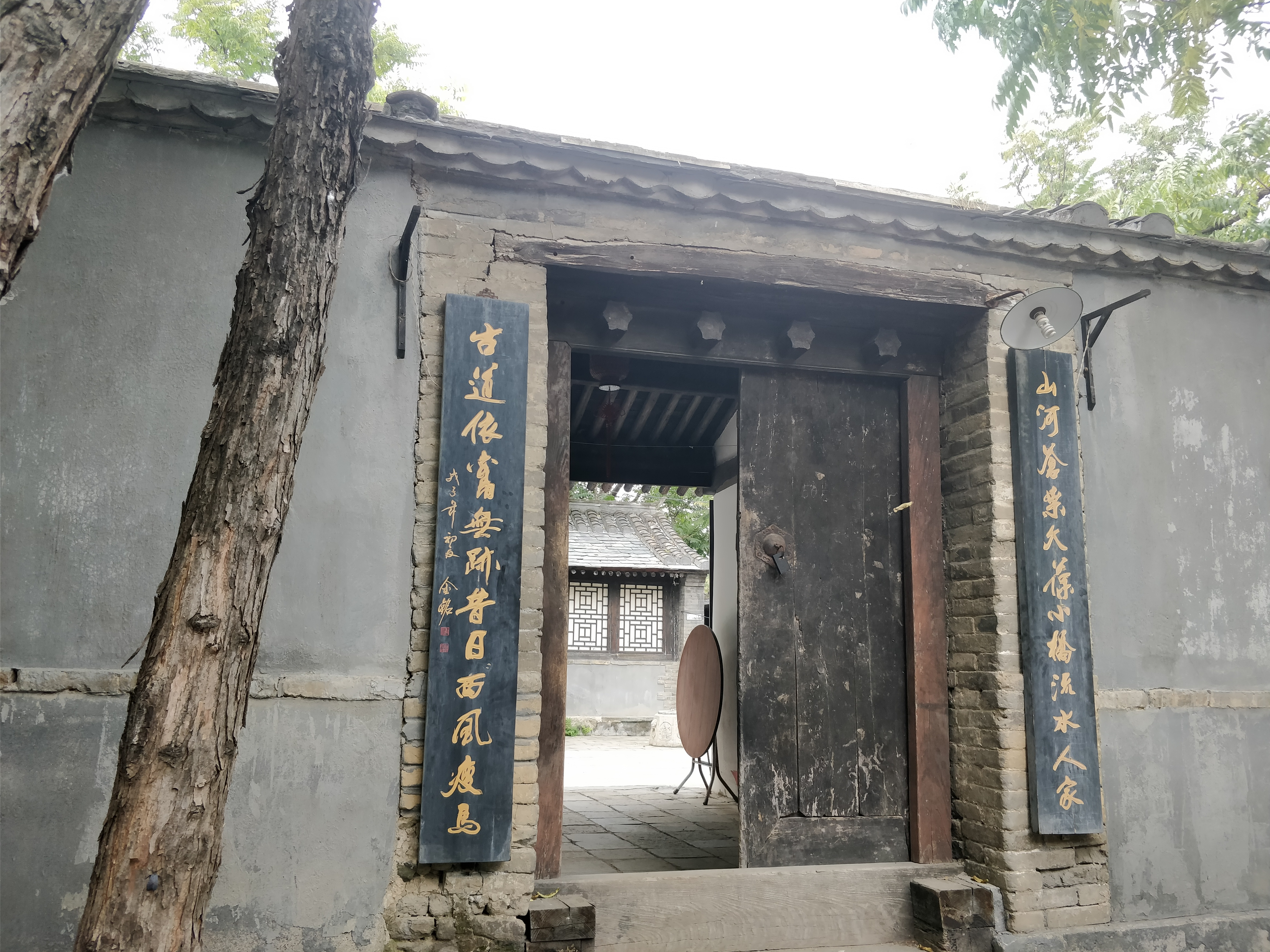
Il cancello d'ingresso dell'ex residenza di Ma Zhiyuan a Pechino

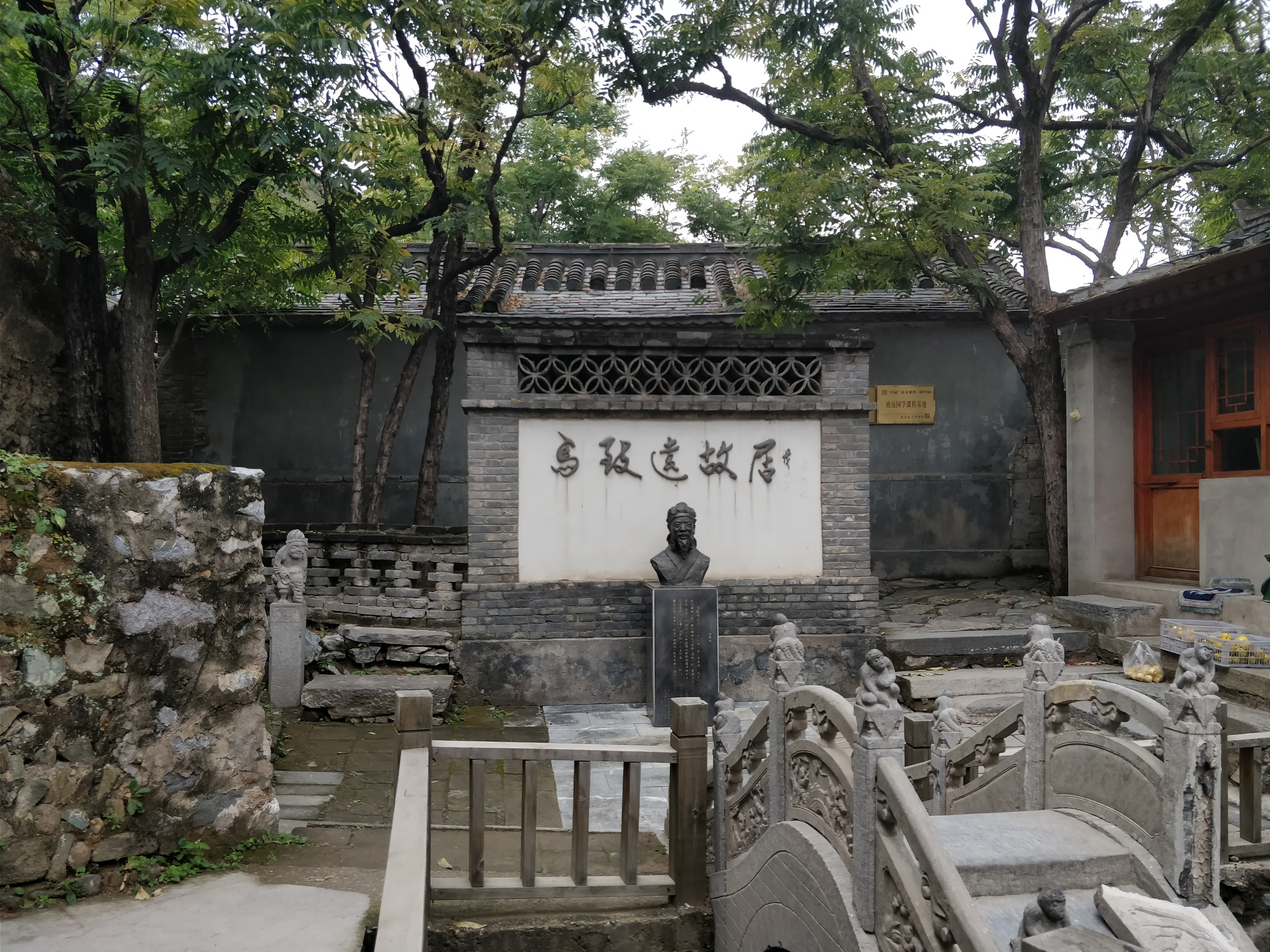
Ex residenza di Ma Zhiyuan a Pechino

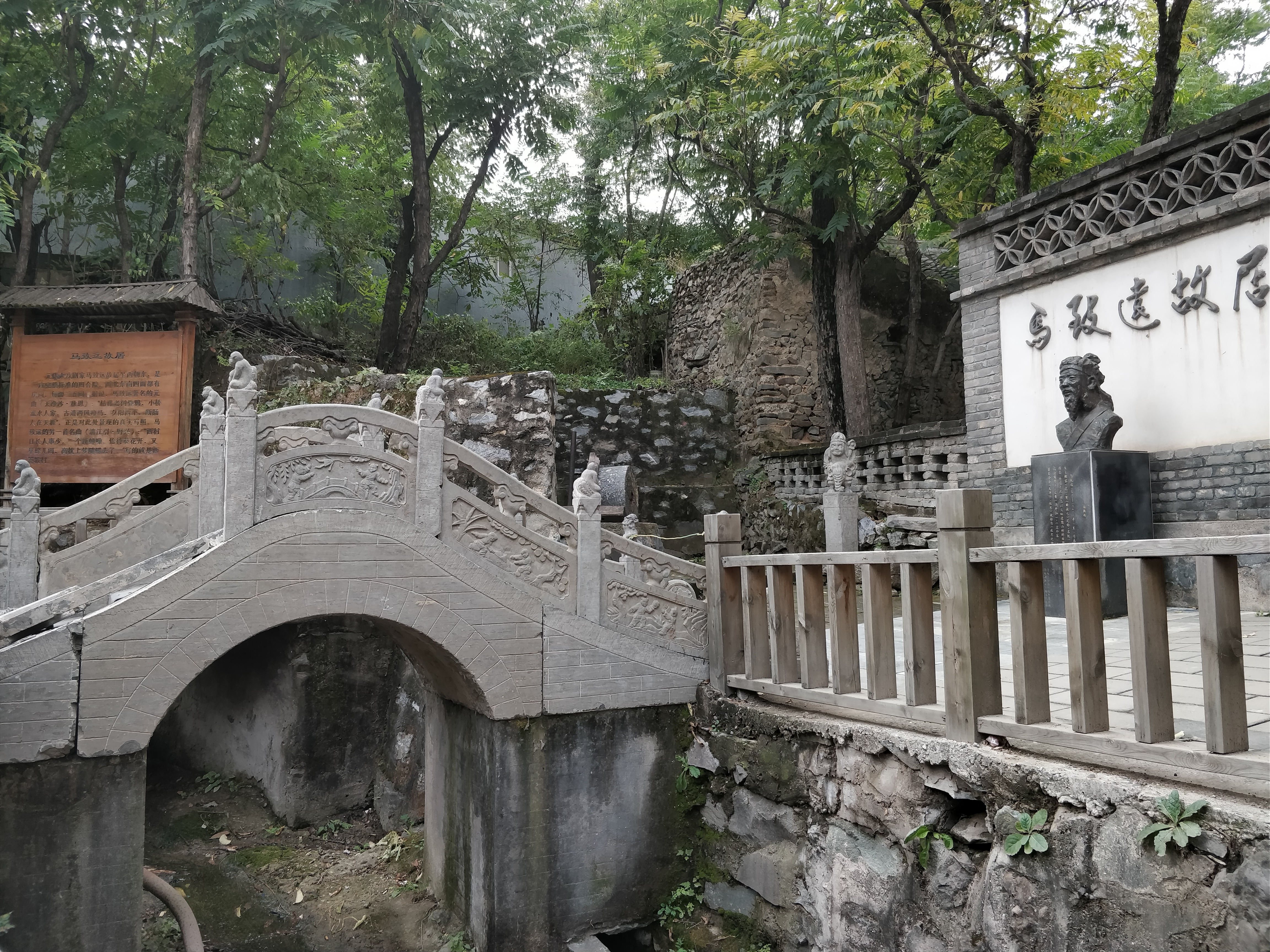
Ponte nell'ex residenza di Ma Zhiyuan a Pechino

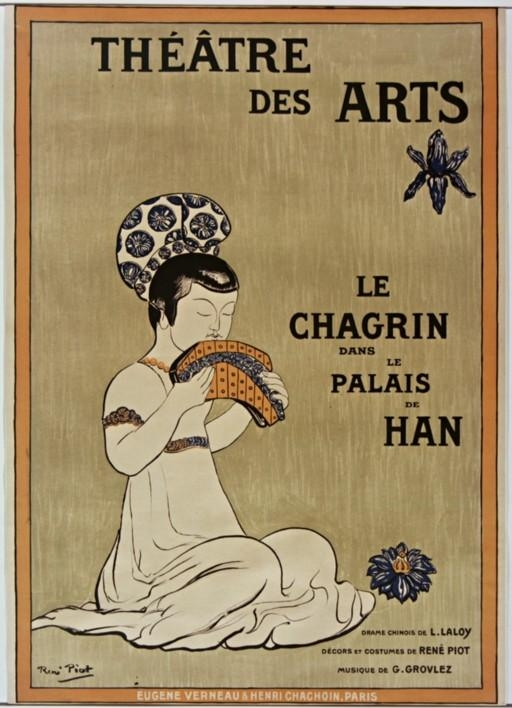
Autunno al palazzo degli Han

Ma Zhiyuan nacque nell'odierna Pechino e visse durante l'epoca della dinastia mongola degli Yüan, che regnò sulla Cina dal 1279 al 1368, dopo essere stata costituita nel 1271 da Kublai Khan.
Ma Zhiyuan è considerato uno dei più importanti esponenti del "Teatro del Nord" (Pei ch'ü), chiamato così dato che la maggior parte degli scrittori di queste opere teatrali provenivano dalla Cina settentrionale.
Letterato aderente al taoismo scrisse drammi celebri soprattutto per la qualità poetica più che per l'efficacia drammatica, intrisi di una velata ostilità verso la dominazione mongola. La maggior parte delle commedie sono basate su leggende riguardanti le eroiche imprese dei santi taoisti, le loro conversioni dopo aver superato brillantemente una serie di ostacoli; i drammi glorificano la costanza dello spirito e il rifiuto della fama terrena, dell'inutilità delle passioni, piaceri, ricchezze e onori del mondo.Il tema della rinuncia è presente in molte opere: un taoista rifiuta tutto i beni offerti da un imperatore preferendo "dormire a suo agio".Le sue opere sono state definite fataliste, pessimiste, nichiliste, ma non sono prive di significati, così come l'umorismo non è assente e le scene comiche sono molto diffuse.
Si attribuiscono a lui quattordici drammi, dei quali i più famosi sono Han Kung Ch'iu (Autunno al palazzo degli Han), incentrato sulle vicende di una donna contesa fra l'imperatore cinese ed il capo unno, e Huangliang meng (Il sogno del miglio giallo), basato sul contrasto tra i sentimenti, i desideri e il dovere civile.
Le opere teatrali del "Teatro del Nord" risultarono innovative per alcuni elementi distinti: tutte le composizioni sono definibili come opere; ogni dramma è composto da un prologo e quattro atti; il linguaggio sia dei dialoghi, prevalentemente in prosa, sia delle arie, che si alternano nel corso del dramma, è simile alla lingua parlata dal popolo; tutte le arie sono in versi in rima; tutte le arie di un atto sono cantate da un solo attore; quasi tutte le opere hanno un lieto fine; i personaggi della maggior parte delle commedie sono persone di classi medie e sfortunati, dai poveri studiosi ai mercanti in bancarotta, dai contadini ai ladri, dai rapitori ai donnaioli.
A differenza dei grandi letterati delle epoche precedenti che erano ammirati e studiati, i drammaturghi del periodo Yüan furono ignorati dagli storici letterari cinesi fino al XX secolo, a causa della sottovalutazione tradizionale nei riguardi della scrittura di opere teatrali, considerata un'attività futile.
Ma Zhiyuan si distinse soprattutto per le poesie del genere ch'ü; le sue centoventuno composizioni liriche furono raccolte nel Tung-li lo-fu (Canti di Tung-li), che deve questo titolo al suo nome artistico Tung-li lao, oppure Dongli, ossia «il vecchio della pergola orientale».
Come poeta si contraddistinse per una grande personalità lirica, in grado di esprimere in poche righe, in uno stile elevato, sentimenti nobili e pensieri colti. Fu grande la sua influenza sui poeti contemporanei e su quelli successivi.

## Opere principali
- Chen Tuan dorme sulle cime (Chen Tuan gaowo);
- Il padiglione Yueyang (Yueyang lou);
- Lacrime sulla tunica scura (Qingshan lei);
- Autunno al palazzo degli Han (Han Kung Ch'iu);
- Il sogno del miglio giallo (Huangliang meng).